# 西邵站
西邵站是位于宁夏回族自治区吴忠市青铜峡市邵岗镇的一个铁路车站，邮政编码751605。车站建于1992年，有包兰铁路经过该站，现不办理客货运业务，车站及其上下行区间均为电气化区段。车站距离包头站544公里，隶属中国铁路兰州局集团有限公司，是五等站。

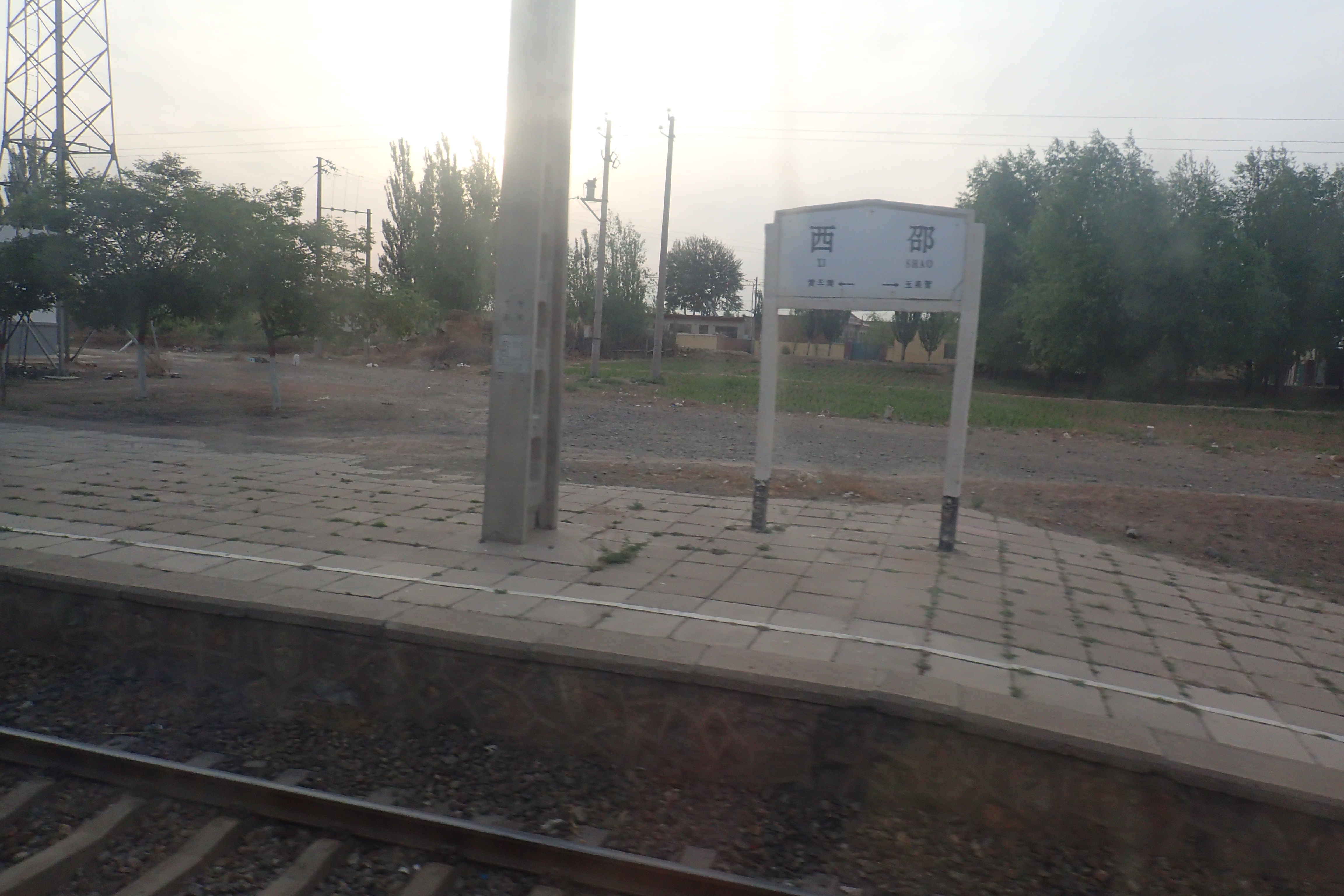
2017年5月，列车上抓拍的西邵站站牌